# Johann Wendt
Johann Wendt (ur. 26 października 1777 w Toszku; zm. 13 kwietnia 1845 we Wrocławiu) – niemiecki lekarz; nauczyciel akademicki związany z Uniwersytetem Wrocławskim oraz rektor tej uczelni w latach 1823-1824.

## Życiorys
Urodził się w Toszku na Górnym Śląsku, gdzie spędził swoje dzieciństwo i wczesną młodość. W 1792 roku po pomyślnie zdanym egzaminie maturalnym podjął studia filozoficzne na Akademii Leopoldyńskiej we Wrocławiu. Dwa lata później postanowił zmienić kierunek studiów na medycynę. W tym celu uzyskał wsparcie finansowe ze strony biskupa warmińskiego. Po wyjechaniu do Włoch przebywał przez pewien czas w Pawii, a następnie studiował medycynę w Rzymie, gdzie następnie praktykował oraz uzyskał w 1797 roku stopień naukowy doktora. Z Wiecznego Miasta wyjechał rok później, osiedlając się w Wiedniu. W 1799 roku wrócił do Królestwa Pruskiego. Odbył staże naukowe w północnych Niemczech, a potem przez pewien czas przebywał w Berlinie i Oławie, a od 1801 roku we Wrocławiu.
W 1811 roku został profesorem nadzwyczajnym na Królewskim Uniwersytecie Wrocławskim, powstałym z połączenia Akademii Leopoldyńskiej z Uniwersytetem Viadrina we Frankfurcie nad Odrą. W 1813 roku był tam już profesorem zwyczajnym. W latach 1823–1824 piastował urząd rektora tej uczelni. Zmarł w 1845 roku we Wrocławiu.

## Dorobek naukowy
Jego zainteresowania naukowe koncentrowały się wokół szeroko pojętej medycyny. Do jego najważniejszych prac należą:
- Ueber Enthauptung im Allgemeinen, Breslau 1803.
- Ueber chirurgische Heilmittellehre, Breslau-Leipzig 1811.
- De methodo formulas medicas concinnandi, Breslau 1813.
- Die Lustseuche in allen ihren Richtungen und allen ihren Gestalten, 1816.
- Die Hülfe bey Vergiftungen und bey den verschiedenen Arten des Scheintodes, 1818.
- Die Kinderkrankheiten systematisch dargestellt, Breslau-Leipzig 1822-1826.
- Praktische materia medica, Breslau 1830, 1834.